# Pointe à la Hache
Pointe à la Hache – jednostka osadnicza w Stanach Zjednoczonych, w stanie Luizjana, siedziba administracyjna parafii Plaquemines.